# Меркулов Володимир Іванович
Володи́мир Іва́нович Мерку́лов (28 грудня 1922, Погорєлово — 26 листопада 2003, Київ) — радянський військовий льотчик, Герой Радянського Союзу (1944), у роки німецько-радянської війни командир ланки 43-го винищувального авіаційного полку 278-ї винищувальної авіаційної дивізії 3-го винищувального авіаційного корпусу 8-ї повітряної армії 4-го Українського фронту.

## Життєпис
Народився 28 грудня 1922 року в селі Погорєлово Орловського району Орловської області в селянській родині. Росіянин. Член КПРС з 1943 року. Закінчив вісім класів середньої школи.
У 1940 році призваний до лав Червоної Армії. У 1941 році закінчив Армавірську військово-авіаційну школу пілотів. У боях радянсько-німецької війни з квітня 1943 року. Воював у складі 15-го окремого розвідувального авіаційного полку, потім продовжив службу у винищувальній авіації. Воював на Північно-Кавказькому, Південному, 4-му Українському, 1-му Білоруському і 3-му Білоруських фронтах.
До квітня 1944 року лейтенант В. І. Меркулов здійснив 195 бойових вильотів, у 82 повітряних боях збив особисто 19 і в групі 4 літаки противника. Указом Президії Верховної Ради СРСР від 26 жовтня 1944 року за мужність і героїзм, проявлені в повітряних боях з німецько-фашистськими загарбниками лейтенанту Володимиру Івановичу Меркулову присвоєно звання Героя Радянського Союзу з врученням ордена Леніна і медалі «Золота Зірка» (№ 4922).
До кінця війни капітан В. І. Меркулов здійснив більше 250 успішних бойових вильотів, провів близько 100 повітряних боїв, знищив 29 ворожих літаків особисто та 4 — у групі з товаришами.
У 1945 році закінчив курси командирів ескадрилей, в 1948 році — Вищі курси сліпої і нічної підготовки, в 1957 році — Військово-повітряну академію.

Могила В. І. Меркулова

З 1979 року генерал-лейтенант авіації В. І. Меркулов — в запасі. Жив у Києві. Помер 26 листопада 2003 року. Похований у Києві на Міському кладовищі «Берківці».

## Звання і нагороди
Заслужений військовий льотчик СРСР. Нагороджений орденом Леніна, чотирма орденами Червоного Прапора, трьома орденами Вітчизняної війни 1-го ступеня, трьома орденами Червоної Зірки, орденом «За службу Батьківщині у ЗС СРСР» 3-го ступеня, медалями.